# Яподы

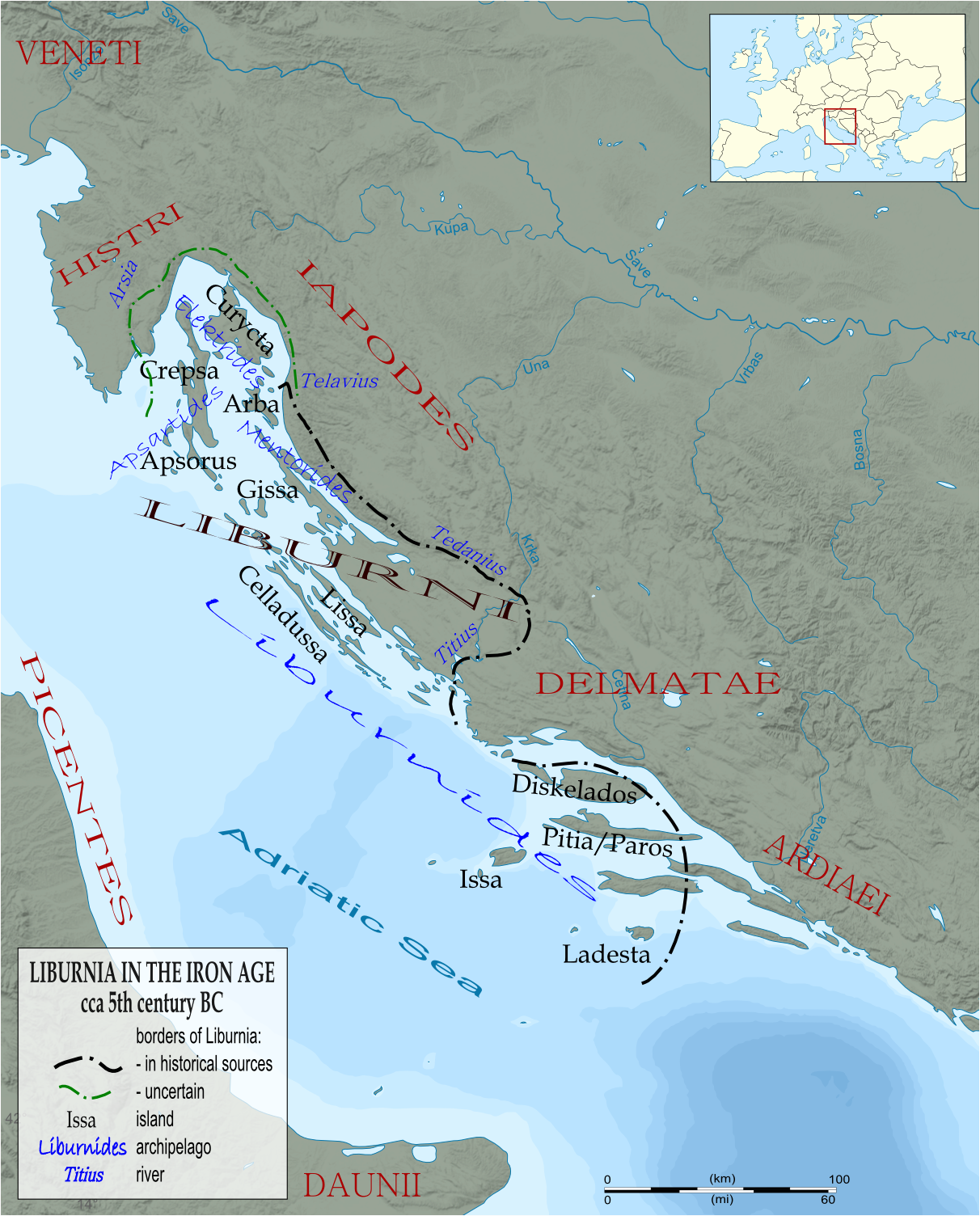
Иллирия в V в. до н. э.

Яподы, греч. Ιάποδες, также известны как япиды — древний индоевропейский народ, обитавший в восточной Адриатике к северу от территории либурнов и истров, в треугольнике, образованном реками Colapis (ныне Купа) и Oineo (ныне Уна), а также горной возвышенностью Mons Baebius (Велебит), которая отделяла их от прибрежных либурнов. Они обитали на территории современной центральной Хорватии и долины реки Уна в Боснии и Герцеговине.
Археологические данные указывают на их присутствие в регионе по крайней мере с IX в. до н. э. и в течение более чем тысячелетия. О яподах имеются немногочисленные скудные упоминания в античных источниках, как правило, вместе с их соседями (либурнами, далматами и др.), с которыми контактировали в период экспансии греки и римляне.
В VIII—IV вв. до н. э. происходит расцвет и максимальная территориальная экспансия яподов — в это время они занимали большую часть долин, окружённых горами Паннонии, и прибрежную часть Адриатики, которую оспаривали с соседними либурнами.
Среди яподов встречаются имена кельтского, иллирийского (паннонского) и венетского происхождения; Страбон считал, что они были смешанным галло-иллирийским народом с сильным венетским элементом. В более позднюю эпоху яподы были полностью кельтизированы.